# Дакворт, Джон Томас
Сэр Джон Томас Дакворт 1-й баронет (9 февраля 1748, Ледерхед, Суррей — 31 августа 1817, Плимут) — британский адмирал периода Революционных и Наполеоновских войн, рыцарь Большого креста ордена Бани. Командовал британской эскадрой при Сан-Доминго.

## Ранние годы
Родился в Ледерхед, Суррей, сын викария, обедневшего потомка землевладельцев. В семье было пять сыновей. Поступил в Итон, но по совету адмирала Боскавена в 1759 году пошёл на флот мичманом на HMS Namur. 5 апреля 1764 в Чатеме перевелся с HMS Prince of Orange на 50-пушечный HMS Guernsey, чтобы служить под началом вице-адмирала Хью Паллисера, тогдашнего губернатора Ньюфаундленда.
14 ноября 1771 на Вест-Индской станции, произведен в лейтенанты на борту HMS Princess Royal, где до этого был контужен в голову в бою.
Во время Американской революционной войны служил первым лейтенантом фрегата HMS Diamond. В июле 1776 года женился на Анне Уоллис. В 1779 получил в самостоятельное командование свой первый корабль, шлюп HMS Rover, а 16 июня 1780 произведен в полные капитаны, в каковом звании крейсировал у Мартиники и, после краткого возвращения на Princess Royal, назначен на HMS Grafton (74) с задачей сопровождения конвоев.
В мирные годы до Французской революционной войны был капитаном HMS Bombay Castle (74), стоявшего в Плимуте.

## Революционные войны
На начало войны (1792) был флаг-капитаном у адмирала Родни, с которым вскоре перешёл на Princess Royal.
В войне с Францией отличился как в карибских водах, так и в европейских. С 1793 года командовал HMS Orion, а затем HMS Queen в составе Флота Канала лорда Хау. В составе адмиральского дивизиона принял участие в двух предварительных стычках и собственно Первом июня. Был в числе 18 командиров, награждённых за него золотой медалью с лентой и благодарностями обеих палат Парламента.
В 1796 был коммодором на Санто-Доминго, 19 сентября 1798 отправлен на захват Минорки, за который 14 февраля 1799 произведен в контр-адмиралы.
В 1800 году, в составе флота адмирала Уоррена из 109 кораблей, включая 20 линейных, командовал отрядом в 4 корабля во время экспедиции с целью захвата порта Ферроль. Держал флаг на 74-пушечном HMS Leviathan. После высадки, произведенной 25 августа отрядом сэра Эдварда Пеллью, по не вполне ясным причинам штурм города был отменен. Экспедиция своей цели не достигла.
В июле 1799 его отряд из 4 кораблей захватил французский Le Courageux. В 1800 году назначен командующим эскадры Барбадоса и Подветренных островов. В апреле, по пути к новому месту назначения, перехватил испанский конвой из Лимы в Кадис, состоявший из 2 фрегатов и 11 торговых судов. Его доля призовых денег от этого боя оценивалась в £75 000. В 1801 назначен главнокомандующим на Ямайке, занимал этот пост до 1805 года.
В 1801 представлен к ордену Бани и в 1803 утвержден кавалером ордена, за захват островов Сен-Бартельми, Сен-Мартен, Сент-Томас, Сент-Джон и Сен-Круа. В ходе этой экспедиции его силы 20 марта 1801 нанесли поражение датско-шведскому отряду и захватили 13 призов. Кроме ордена, Дакворт был награждён пенсией в £1000.
Большую часть 1802 года он провел на Вест-Индской станции, командуя эскадрой из 15 линейных кораблей.

## Наполеоновские войны

### Вест-Индия
По смерти вице-адмирала лорда Хью Сеймура в 1801 году Дакворт принял обязанности главнокомандующего на Ямайке, и оставался на этом посту до 1805 года. 23 апреля 1804 произведен в вице-адмиралы. В 1805 году вызвался служить под командованием Нельсона. В Адмиралтействе решили, что он присоединится к Нельсону под Кадисом с HMS Royal George, но корабль не был подготовлен верфью в срок, и вместо этого ему было предписано поднять флаг на HMS Superb, во главе эскадры из семи линейных кораблей и двух фрегатов.
Соответственно, он не был при Трафальгаре, но в конце 1805 года, получив известие о прорыве французской эскадры из Бреста, решил что настал его час, покинул блокадную позицию и начал преследование. В результате цепь совпадений и случайностей привела 6 февраля 1806 к бою при Сан-Доминго, в котором эскадра вице-адмирала Лессега (часть прорвавшихся французов) была полностью разбита. Некоторые авторы, однако, критикуют Дакворта за излишнюю осторожность и относят успех больше на инициативу его капитанов. Так или иначе, эта победа стала его ярчайшим достижением как моряка, хотя карьерно он со временем поднялся выше.
Вышестоящие адмиралы также не отнеслись к оставлению позиции благосклонно. Хотя 5 ноября 1805 года он получил повышение до чина вице-адмирала белой эскадры, по возвращении в Англию он был вызван на военно-полевой суд (позже отмененный). Только полная победа оправдала его действия.

### Средиземное море

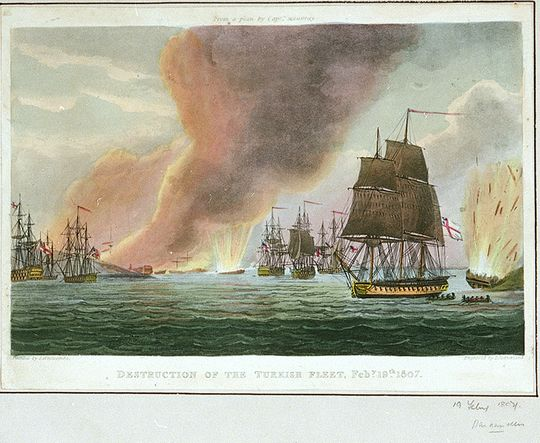
Сожжение турецкого флота 19 февраля 1807

В 1807 году Дакворт был назначен заместителем командующего Средиземноморским флотом Коллингвуда, в основном из соображений иметь для совместных действий с русской эскадрой адмирала чином выше Сенявина. Турецкий султан к тому времени перешёл на сторону Франции. Русская историография настаивает, что кампания против Турции была новой Русско-турецкой войной. С точки зрения Британии, этот эпизод был продолжением Наполеоновских войн.
Английская эскадра сосредоточилась на якоре у острова Тенедос. Здесь уже находился контр-адмирал Луис. Сюда же подошёл с мальтийской эскадрой Сидней Смит. Всего три адмирала собрали 8 линейных кораблей, включая «HMS Royal George» (100, наконец-то под флагом Дакворта) и «HMS Windsor Castle» (98). Инструкции Адмиралтейства гласили: не допустить присоединения к французскому флоту нового союзника, требовать его сдачи или передачи под английскую «защиту». Далее следовал прямой приказ поручить это «способному и решительному» Дакворту. Колингвуд напутствовал его не тянуть переговоры дольше получаса.
Хотя Дакворт знал, что турки продолжают укреплять проливы, он не предпринял никаких действий до 11 февраля 1807. В ходе ожидания эскадра потеряла «HMS Ajax» от пожара. Только 380 из 633 человек команды удалось спасти. Вице-адмирал потерял неделю, ожидая благоприятного ветра и составляя донесения Коллингвуду о встреченных трудностях. Наконец 19 февраля состоялся бой у мыса Песк (ныне Нагара-бурун) в узкости пролива. С турецкой стороны основную роль играли береговые батареи. Находившиеся у мыса турецкие корабли были принуждены выброситься на берег. Батареи были уничтожены десантными партиями с дивизиона Смита. Рвение и навык, показанные матросами и морскими пехотинцами, больше не повторились во всю экспедицию.
Встав на якорь в Мраморном море в ночь на 21 февраля, Дакворт вступил в переговоры. Вместо требования подчиниться ультиматуму немедленно, он дал туркам время на ответ, и переговоры затянулись. Единственным результатом стало все растущее веселье в Топкапи, едкий выпуск «Le Moniteur», любезно присланный французским послом Себастьяни, и насмешки над сэром Джоном Даквортом.
Тем временем дела обратились в фарс: мичман со шлюпкой и провизионной командой был взят в плен. Попытка отбить его провалилась перед лицом решительной обороны, под личным руководством Себастьяни. На следующий день турки сами очистили остров.
Дакворт бездействовал до 1 марта когда, после целого дня демонстративных манёвров у Константинополя, с темнотой отошёл. 3 марта флот направился обратно. При проходе узкости он был обстрелян береговыми батареями. Потери, к счастью небольшие, понесли «Standard» и «Meteor». К полудню флот был снова на якоре у острова Тенедос. Здесь к нему присоединилась русская эскадра Сенявина. Тот предложил повторить попытку общими силами. Но Дакворт отказался: «Где не имела успеха британская эскадра, вряд ли преуспеет какая другая». В итоге он не достиг ничего, только понёс потери 138 убитыми и 235 ранеными, а мичман и четыре боя так и остались в плену. Несмотря на провал, он не был призван к ответу. Падение кабинета месяцем позже заслонило экспедицию, а из газет у публики осталось впечатление героического форсирования проливов. Самым большим достижением Дакворта оказалось мастерское самооправдание в донесении Коллингвуду.
Сенявин, однако, был из другого теста. Он блокадой вынудил турок выйти в попытке прорваться с боем. 19 июня 1807 произошло Дарданелльское сражение, турецкий флот был рассеян. На борту турецкого флагмана русские обнаружили мичмана и команду шлюпки. Их отослали к Дакворту, на «HMS Kent».
Пока Дакворт тщетно маневрировал у Дарданелл, британское правительство оптимистически решило ударить по Оттоманской империи в Александрии. Погрузив на Сицилии на 36 транспортов около 5000 пехоты во главе с генерал-майором Фрэзером (англ. Fraser), «HMS Tigre» (74) вместе с «HMS Apollo» (38) и «HMS Wizard» (18) отконвоировали их в Египет. На предложенные условия сдачи губернатор Александрии заявил, что будет обороняться. 17-18 марта 1000 человек высадились и штурмом взяли форт Абукир. Тогда Александрия вступила в переговоры и 21 марта сдалась.
22 марта прибыл Дакворт на «HMS Kent». Это незначительное событие побудило армию предпринять штурм Розетты. Попытка была отброшена албанскими войсками на турецкой службе, с потерей 400 человек ранеными или, как сам Фрэзер, убитыми. Дакворт оставил командование эскадрой на Луиса, который умер 17 мая на борту «HMS Canopus». Сидней Смит к тому времени уже вернулся в Англию. После этого оккупация Александрии обернулась новым несчастьем. Выяснилось, что удержать её невозможно; войска страдали от плохого снабжения и не были подготовлены к осаде; армия начала переговоры и в августе эвакуировалась.
К концу июля находившийся под Кадисом Коллингвуд начал подозревать худшее. В августе он с эскадрой сам появился у Дарданелл на «HMS Ocean» и убедился, что «…дела под Константинополем хуже, чем казалось». Продолжались переговоры, но вскоре Сенявин передал вежливое письмо, в котором уведомлял о соглашении, заключённом 25 июня 1807 между царем и Наполеоном в Тильзите. Формально уже противники, эскадры разошлись мирно. Коллингвуд задержался только до 16 сентября, затем ушёл, оставив один корабль в распоряжении посла. Позднее он писал:

Мы начали эту кампанию, чтобы прикрыть русскую несправедливость, и вот как они нас отблагодарили!
Оригинальный текст (англ.) It was undertaken in defence of Russian injustice; and behold how we are rewarded for it!

К этому времени «Ocean» занял позицию у мыса Матапан, образуя рубеж блокады против теперь уже враждебных русских, базировавшихся на Корфу.

### Флот Канала
Вскоре после, 18 мая 1808, Дакворт женился во второй раз: на Сюзанне Катрине Буллер, дочери епископа Эксетерского.
Провалы в Средиземном море не повредили его карьере. Покинув театр уже вице-адмиралом синей эскадры, он в 1808 и 1810 годах занимал должность командующего Флотом Канала, держал флаг на HMS San Josef и HMS Hibernia, соответственно.

## Ньюфаундленд
26 марта 1810 Дакворт получил назначение губернатором Ньюфаундленда и одновременно командиром базирующейся там эскадры из 3 фрегатов и восьми малых кораблей. Несмотря на удаленность и незначительность поста, он стал полным адмиралом (синей эскадры).
С началом войны 1812 года он отвечал за расширение и увеличение местного ополчения — переименованного по его инициативе в «Волонтеры-рейнджеры Сент-Джона». Он оказался в самой гуще войны, причины которой (с американской точки зрения) продолжал усугублять, направляя морскую блокаду Северной Америки, нарушая её торговлю и рыболовство на Ньюфаундлендской банке, и санкционируя принудительный набор американцев в Королевский флот. Основные события войны, впрочем, разворачивались южнее, и отвечала за них уже Североамериканская станция Уоррена.
Дакворт пробыл на своем посту только до конца года. По совпадению, 28 ноября 1812, в день его возвращения в Англию на 50-пушечном HMS Antelope, была выведена в резерв HMS Victory.

## Квази-отставка и смерть
2 декабря 1812, вскоре после прибытия в Девоншир, он подал в отставку с поста губернатора, так как получил предложение парламентского мандата от Кента.
2 ноября 1813 был пожалован титулом баронета, а в январе 1815 стал суперинтендантом Плимутской верфи — в 45 милях от дома. Его преемник, лорд Эксмут рассматривал это назначение как «полу-пенсию». Однако 26 июня того же года верфь оказалась в центре внимания благодаря приходу HMS Bellerophon с пленным Наполеоном на борту.
Он умер в 1817 году, после многомесячной болезни, по-прежнему на посту суперинтенданта верфи. Похоронен в семейном склепе в Эксетере.
В его честь названы:
- HMS Duckworth (K351) — эскортный эсминец времен Второй Мировой войны
- Duckworth Street — улица в Сент-Джоне, Ньюфаундленд